# Западна антилопа камењарка
Западна антилопа камењарка (лат. Oreotragus oreotragus porteousi) је подврста антилопе камењарке, врсте сисара која припада реду папкара (Artiodactyla) и породици шупљорогих говеда (Bovidae). 

## Угроженост
Ова подврста се сматра угроженом.

## Популациони тренд
Популација ове подврсте се смањује, судећи по расположивим подацима.

## Станиште
Западна антилопа камењарка има станиште на копну.